# Страшкевич, Кондратий Фёдорович
Кондратий Фёдорович Страшкевич (1815 или 1816 — 1868) — российский филолог, нумизмат, преподаватель, научный писатель, воспитанник и доцент университета св. Владимира.
Родился в Волынской губернии, где его отец служил мелким чиновником. Среднее образование получил в Житомирской гимназии и уже там проявил способности к языкам. В 1835 году поступил в Киевский университет Св. Владимира, учился на историко-филологическом факультете. В 1838 году, будучи ещё студентом, занял благодаря своим успехам место нештатного преподавателя греческого языка во 2-й Киевской гимназии. Почти не имел средств к существованию, поэтому и в Житомире, и в Киеве был вынужден подрабатывать репетиторством. Удостоенный золотой медали за диссертацию на латинском языке «De Dorum et Jonum ingenio diversa, deque litterarum, quae inde profecta sit, apud utramque stirpem descrepantia», по окончании в 1839 году университетского курса он был назначен старшим преподавателем латинского языка в Винницкую гимназию.
Уже в 1840 году вернулся в Киев, во 2-ю гимназию — штатным учителем греческого языка. Одновременно с этим он был избран Советом киевского университета адъюнктом по кафедре греческой и римской словесности. В 1843 году помимо своих прямых обязанностей состоял секретарём историко-филологического факультета и в течение 1846/1847 учебного года — преподавателем чешского языка; кроме того, он давал уроки новых языков и в некоторых средних учебных заведениях Киева — кроме 2-й мужской гимназии преподавал в институте благородных девиц и в Фундуклеевской женской гимназии. В 1845 году получил степень магистра классической словесности после представления и защиты диссертации «De historia Thucididea». 
Обладал большими способностями к языкам: кроме латинского и древнегреческого, на разном уровне он знал сербский, чешский, болгарский, польский, новогреческий, итальянский, английский, немецкий, французский и шведский языки; изучил славянские языки в беседах со студентами-славянами, слушавшими лекции в Киевском университете. Среди профессоров пользовался большим авторитетом; изучил в подлиннике почти все наиболее значительные классические произведения европейских народов, некоторые из них знал наизусть. 
До 1864 года ни разу не выезжал за границу, изучая языки, историю и географию славянских стран по книгам, но при этом своими знаниями часто удивлял и приезжих студентов-славян. На протяжении большей части своей жизни оставался адъюнктом греческого и латинского; в 1864 году получил звание штатного доцента. 
Для облегчения студентам занятий по чешскому языку в 1847 году им была составлена «Чешская грамматика», под этим заглавием изданная в 1852 году с краткой хрестоматией и словарём. Результатом работ Страшкевича по греческой филологии и археологии стало обширное (468 страниц) и во многих отношениях оригинальное исследование — «Очерки греческих древностей», напечатанное в «Киевских университетских известиях» (1863—1864), 10 лет спустя с добавлением описания и карты древних Афин вышедшее вторым изданием (Киев, 1874) и в этом виде учёным комитетом министерства народного просвещения рекомендованное «как чрезвычайно полезное пособие при преподавании греческого языка в гимназиях, а также для ученических и фундаментальных библиотек».
В 1865 году Страшкевичу было поручено заведование университетским мюнц-кабинетом, после чего он занялся изучением, разбором и систематизацией коллекций монет и медалей. Эта работа в том же году была доведена до конца, и нумизматический кабинет был открыт для всех желающих в нём заниматься. Составив подробный каталог всех наличных предметов музея, Страшкевич в то же время заинтересовался найденными им протоколами осмотра представлявшихся в университет для определения различных древностей и на основании этих документов составил описание под заглавием «Клады, рассмотренные в минц-кабинете университета св. Владимира с 1838 по 1866 год» («Киевские университетские известия». — 1866. — № 10—12). Вновь поступавшие в университет древности он исследовал лично и в конце каждого года давал об этом подробные отчёты, печатавшиеся в «Университетских известиях» (1865—1867): наиболее известны из них «По случаю приема университетского минц-кабинета и нумизматического разбора 2 недавно открытых кладов» (1865. — № 7) и «Клады, рассмотренные в минц-кабинете в 1866 г.» (1867. — № 10). Преимущественное внимание в своих занятиях нумизматикой он уделял античности. В 1867 году предпринял обширное исследование в этой области и для исчерпывающего знакомства с монетами древней Греции и Рима решил осмотреть лучшие нумизматические кабинеты Западной Европы. Ещё до этого, в 1864 году он отправился в Грецию с целью ознакомиться на месте с руинами и развалинами древности. Результатом этой поездки стали две статьи: первая — «Письмо о поездке через Одессу и Константинополь в Афины» («Университетские Известия». — 1864. — № 8), содержащая описание путевых впечатлений, и вторая — «Афины в отношении местности и памятников искусства» (1873. — № 7, 8), напечатанная уже после смерти Страшкевича и вошедшая потом во второе издании его «Очерков греческих древностей». Поездка в Западную Европу не состоялась, так как на дороге туда он заболел и должен был возвратиться в Киев, где вскоре скончался. К числу других известных его работ относится «Мысли на новый год второго тысячелетия России» (Киев, 1863).